# Doyleite

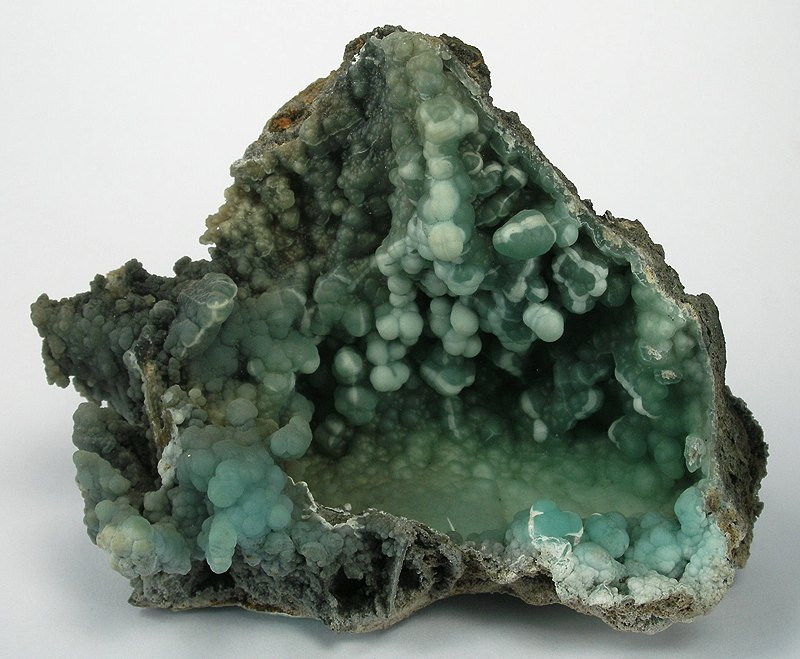
Doyleite.

La doyleite est un minéral de la classe des oxydes de composition Al(OH)3, de couleur blanche, blanc-crème ou blanc bleuâtre, et d'aspect vitreux. C'est l'un des polymorphes de l'hydroxyde d'aluminium avec la gibbsite, la bayérite et la nordstrandite.

## Inventeur et étymologie
La doyleite a été nommée par George Y. Chao, Judith Baker, Ann P. Sabina, et Andrew C. Roberts en 1985, en l'honneur de Earl Joseph (Jess) Doyle (1905 - 1994), Ottawa, Ontario, CAN. Collectionneur de minéraux, il fut le découvreur de cette espèce minérale.